# Souillac
Souillac [sujak] ist eine Kleinstadt und Hauptort einer Gemeinde (commune) mit 3.199 Einwohnern (Stand 1. Januar 2022) im südfranzösischen Département Lot im äußersten Nordwesten der Region Okzitanien. Die Gemeinde besteht aus dem Hauptort und dem sich westlich anschließenden Weiler (hameau) Présignac. Auch das rund 5 Kilometer nordwestlich gelegene Dorf Bourzolles gehört zum Gemeindegebiet.
Souillac ist Hauptort des Kanton Souillac sowie des Gemeindeverbands Causses et Vallée de la Dordogne.

## Toponym
Der Name Souillac leitet sich von dem französischen Begriff souille (deutsch ‚Suhle‘, ‚Sumpf‘) bzw. altfranzösisch souilh ab und erinnert an die erstmalige Besiedlung des ehemaligen Sumpfgebietes durch Mönche, die das morastige Gelände trockenlegten.

## Lage
Souillac liegt in einer Höhe von etwa 100 m im Tal der Dordogne, welche die zur alten Kulturlandschaft des Quercy gehörende Stadt im Süden begrenzt. Die Stadt wird vom Fluss Borrèze durchquert, der im südwestlichen Gemeindegebiet in die Dordogne einmündet. Sie liegt etwa 63 km (Fahrtstrecke) nördlich von Cahors bzw. 37 km südlich von Brive-la-Gaillarde. Das Klima ist gemäßigt; Regen (ca. 800 mm/Jahr) fällt übers Jahr verteilt.

## Bevölkerungsentwicklung
| Jahr      | 1800 | 1851 | 1901 | 1954 | 1999 | 2018 |
| Einwohner | 1567 | 3248 | 3154 | 2907 | 3671 | 3243 |

Infolge der Reblauskrise im Weinbau ging die Einwohnerzahl in der ersten Hälfte des 20. Jahrhunderts bis auf den Tiefststand von etwa 2500 in den 1920er Jahren zurück. Das leichte Bevölkerungswachstum der Kleinstadt in der zweiten Hälfte des 20. Jahrhunderts ist in hohem Maße auf die Zuwanderung aus den ländlichen Gebieten der Umgebung auf dem Hintergrund der zunehmenden Mechanisierung der Landwirtschaft und der Aufgabe bäuerlicher Kleinbetriebe zurückzuführen.

## Wirtschaft
Die Umgebung von Souillac war schon immer landwirtschaftlich geprägt; die an einer Nebenstrecke des Jakobswegs (Via Podiensis) gelegene Kleinstadt selbst fungierte als Handwerks-, Handels- und Dienstleistungszentrum der Region. Über die Dordogne wurden in Flachbooten (gabarres) Waren aller Art (z. B. Wein, Käse, Holz, Holzkohle) bis zur Girondemündung verschifft.

## Geschichte
Angeblich geht der Ursprung von Souillac bis in die Zeit der Merowinger zurück – der hl. Eligius (Saint-Eloi), Minister König Dagoberts I., soll hier ein Benediktinerkloster gegründet haben, welches – von den Sarazenen zerstört, von Karl dem Großen wiederaufgebaut und bei einem Normannenangriff erneut zerstört – irgendwie dennoch die Zeiten überdauert haben soll. Gegen Ende seines Lebens übergab Gerald von Aurillac das Kloster an Mönche der Abtei von Aurillac. Aufgrund ihrer Lage an einem wichtigen Verkehrsknotenpunkt entwickelten sich die Abtei und die Stadt rasch; beide waren jedoch andererseits Übergriffen während des Hundertjährigen Krieges (1337–1453) und im Verlauf der Hugenottenkriege (1562–1598) ausgesetzt.

## Sehenswürdigkeiten

### Abtei von Souillac
Die romanische Abteikirche Sainte-Marie ist bereits seit dem Jahr 1840 als Monument historique (Denkmal) anerkannt, die noch bestehenden Klostergebäude aus dem 17. und 18. Jahrhundert folgten im Jahre 1991.

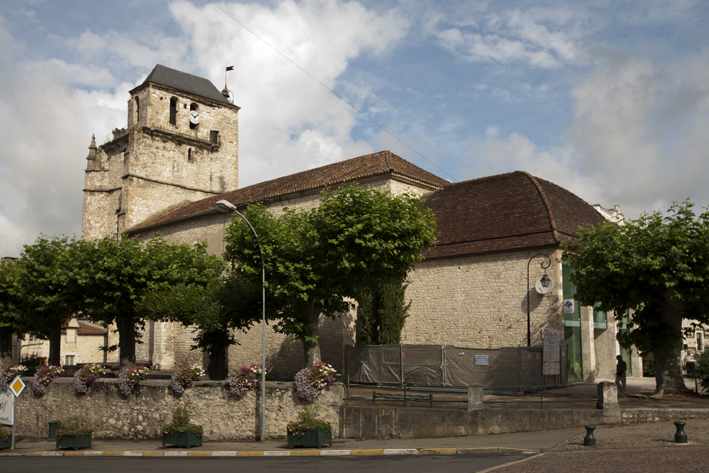
Église Saint-Martin

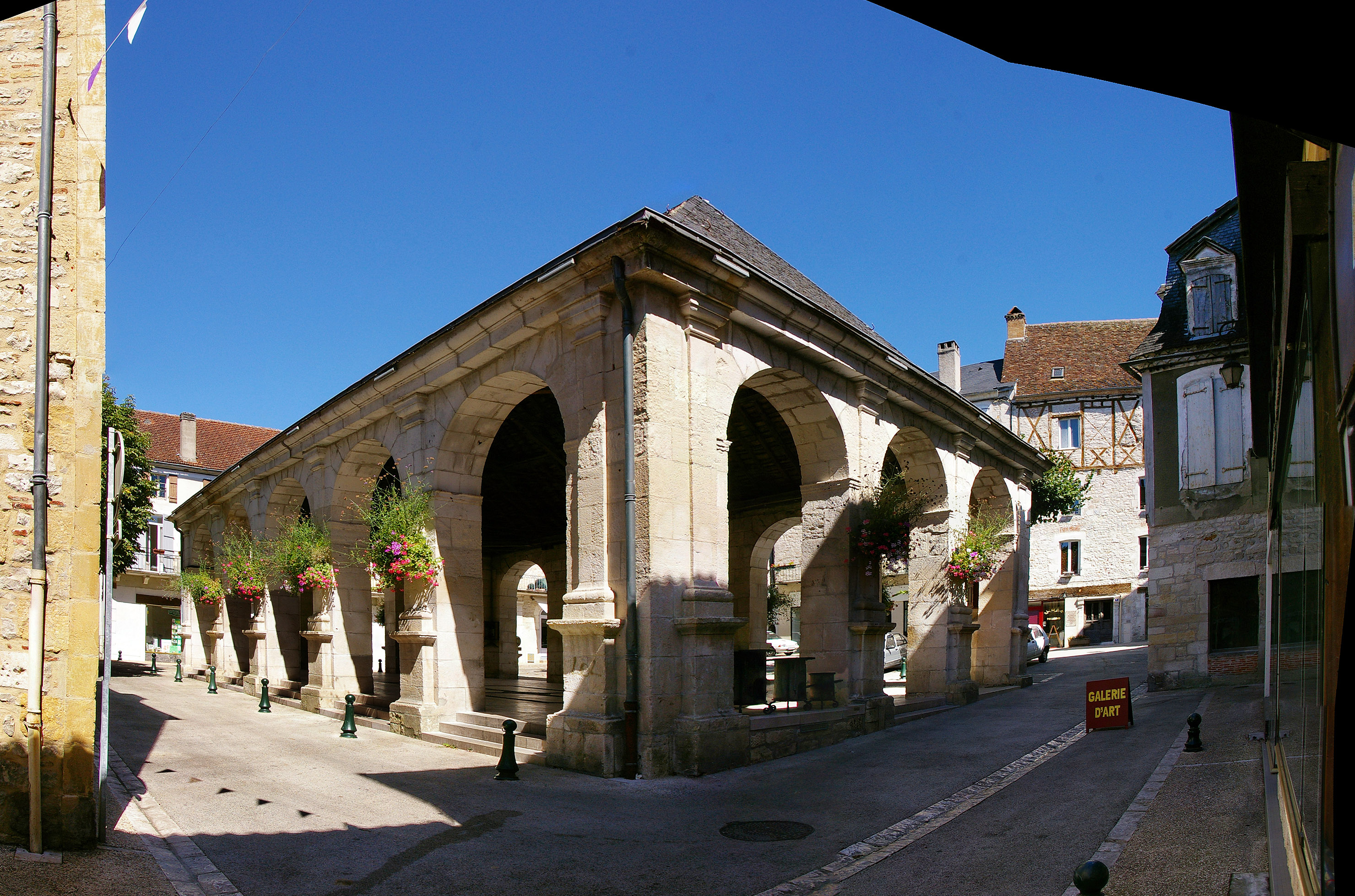
Markthalle (halle)

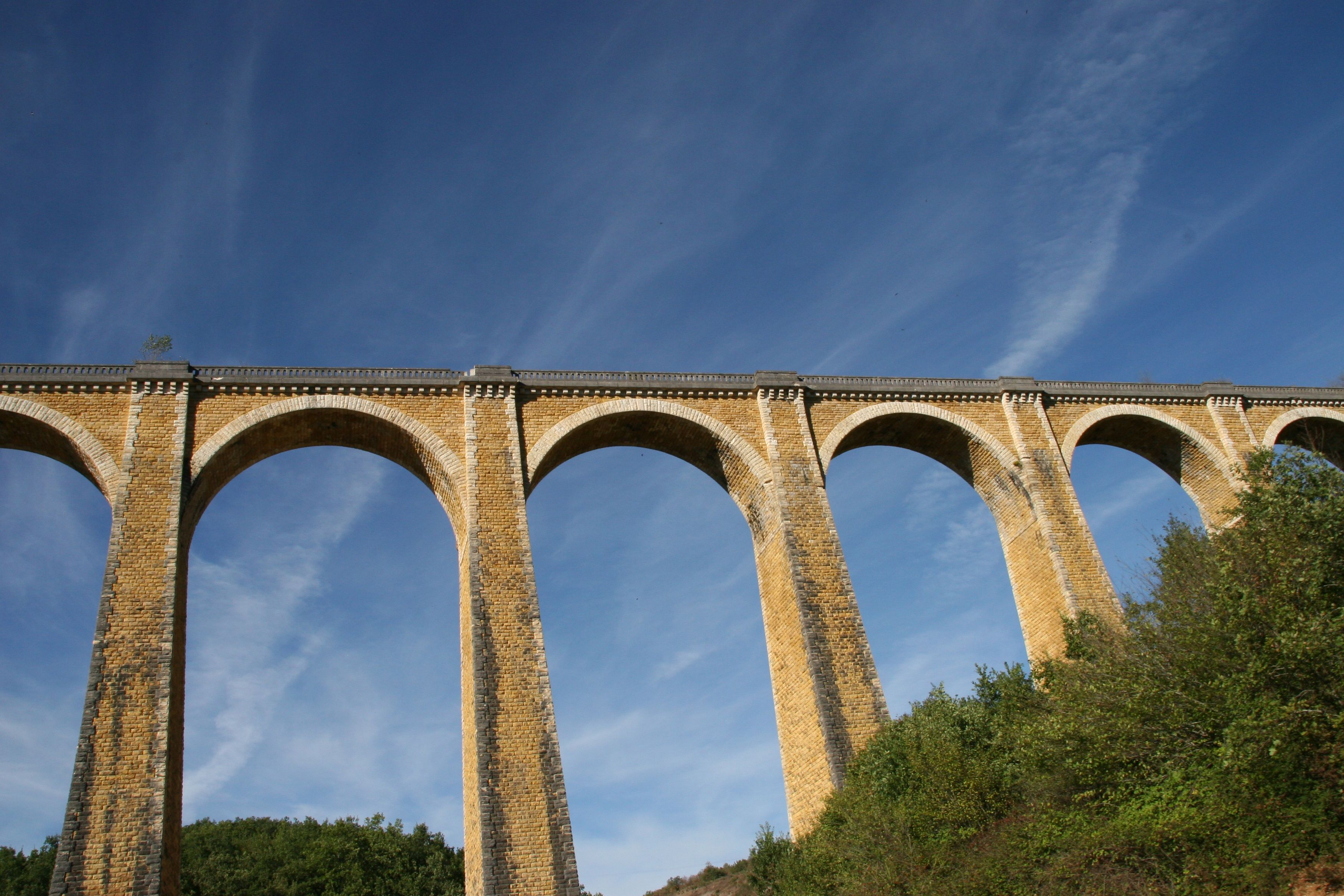
Viaduc de Bramefond.

### Sonstige
- Vier Langhausjoche der Kirche Saint-Martin stammen noch aus dem 15. Jahrhundert, die Seitenschiffe wurden später zerstört. Der das Gebäude dominierende und als wehrhafter Eingangsturm gedachte Turm (beffroi) wurde im 16. Jahrhundert errichtet und zeigt deutliche Einflüsse aus dem Burgenbau. Doch bereits im Jahre 1573 wurde er durch eine Sprengung der Protestanten schwer beschädigt; ein kleines romanisches Tympanon eines Vorgängerbaus blieb jedoch erhalten. Seit dem Jahr 1829 beherbergte der Bau das Rathaus; heute ist hier das Office de Tourisme untergebracht. Der Turm ist seit 1925 als Monument historique anerkannt.[6]
- Enge – teilweise von Fachwerkhäusern (maisons à colombages) gesäumte – Gassen verleihen dem Ortszentrum ein beinahe mittelalterliches Aussehen.
- Die im klassizistischen Stil errichtete Markthalle (halle) wurde in den Jahren 1832 bis 1836 erbaut, dafür mussten vier Häuser der Altstadt abgerissen werden. Die Außenarkaden des etwa 10 × 20 Meter messenden Bauwerks bestehen aus Haustein; es wird von einem großen freitragenden Dachstuhl überspannt. Das Gebäude ist seit 1990 als Monument historique anerkannt.[7]
- Das Musée de l’Automate befindet sich in den ehemaligen Abteigebäuden und ist eine der weltweit größten Sammlungen von aufziehbaren Spiel- und Musikpuppen.

Umgebung
- Der jungsteinzeitliche Dolmen Laval oder Tumulus Laval ist ein Kollektivgrab mit mehreren Kammern aus der Zeit der Megalithkulturen. Er ist seit 1984 als Monument historique anerkannt.[8] Er steht etwa einen Kilometer außerhalb der Stadt auf einem Privatgrundstück.
- Die 30-bogige und ca. 570 Meter lange Eisenbahnbrücke (Viaduc de la Borrèze) (44° 54′ 7″ N, 1° 28′ 29,5″ O) wurde in den Jahren 1881 bis 1885 aus Ziegelsteinen erbaut und mit Hausteinen verkleidet. Sie ist seit 1990 als Monument historique anerkannt.[9]